# 緬甸民族民主同盟軍
緬甸民族民主同盟軍，又被稱作果敢民族民主同盟軍，是緬甸聯邦第一特區（果敢）事實上的執政黨緬甸民族正義黨所領導的少數民族武裝部隊。其前身是緬甸人民军东北军区的果敢、勐古等县驻军，1989年3月11日脫離緬共後成立。現編有211旅、311旅、511旅、611旅4個旅，總部位於果敢老街。

## 历史

### 脱离缅共
1989年3月11日，彭家声、杨茂良、刘国玺等缅共东北区高级军官率驻萨尔温江以西的一旅、二旅、贵概县大队和原缅共果敢县大队共四千余人于果敢县发动兵变，宣布脱离缅甸共产党，所辖部队改建为缅甸民族民主同盟军，彭家声任司令，接管了缅共在果敢的一切权力机构。同年3月31日，果敢同盟军司令彭家声与缅甸军政府签署和平协议。缅甸军政府承认果敢同盟军的合法地位，同盟军所辖区域划为掸邦第一特别行政区，将同盟军编为所辖地区的监察部队，彭家声既是监察部队的司令，又是特区地方政府主席。

### 實控果敢
果敢同盟军成立后，缅甸掸邦第一特区（现果敢）由果敢同盟军實際控制。
1992年11月，彭家声和同盟军副司令杨茂良之间因为利益不均而产生武装冲突，历经多轮冲突后，佤邦于1993年5月派兵助杨，彭家声率部败走，杨茂良成为果敢同盟军司令。
1995年8月，驻扎在勐古的果敢同盟军893师师长李林明兵变杨茂良未成，逃至佤邦，同年彭家声率部反攻果敢获胜，再次执政。杨茂良为求自保，交权于缅甸中央政府，引缅军入驻老街至清水河地段几乎所有的制高点，此事诱发白所成、王国政、魏超仁、蒋忠明、字三等率部回归同盟军总部，受彭家声主席为首的特区政府领导。同时，彭家声任命果敢同盟军总司令为彭家富，副司令为彭德仁、白所成、王国政、蒋忠明，魏超仁任参谋长，字三任副参谋长。截至2009年，果敢同盟军编制为四个步兵营、一个炮营和一个警卫连，总人数三千余人，其中作战部队一千八百余人。
2009年八八事件中，同盟军再次发生分裂，军队副司令白所成率部与政府进行了和谈，并服从了缅甸政府有关果敢的整兵命令，彭家聲率领的同盟军余部不敌缅甸政府军，败退果敢山區。

### 游击战
2010年，果敢同盟军重建。2013年6月29日，同盟军领导人彭德仁组建的缅甸民族正义党宣告成立，树立党领导军的体制。
2014年起，果敢同盟军与克钦独立军、德昂民族解放军、若开军、北掸邦军结盟，重返果敢江西（薩爾溫江以西）勐古地区开展游击战。2015年2月9日，同盟军发动“光复之战”，战争打破了果敢地区6年来短暂的和平，同盟军战败后，仅在红岩区存有部分势力。现该军队領導人為彭家聲之子彭德仁。
2023年10月27日，缅甸民族民主同盟军与德昂民族解放军、若开军联合发布公告，宣布：“为了保护全国人民的生命财产安全，进行自卫反击，更好的控制我们的地区；阻击缅军对各革命武装日夜不间断空袭、炮击的嚣张气焰；联合所有革命组织推翻缅军人集团的独裁统治，根除包括中缅边境地区在内的全国范围内的电信诈骗、诈骗窝点及其保护伞，我们三家联军决定，联合采取此次军事行动”。当地时间凌晨4时起，联军对位于缅甸掸邦北部的皎美、贵概、木姐、腊戍（民兵基地、城市入口处的收费站）、南康、瑙秋和清水河，以及上曼德勒地区抹谷红宝石矿区的缅甸政府军目标发动了袭击，封锁了腊戍─木姐公路和腊戍─钦瑞虎的公路。

### 引用
1. ↑   (PDF).   [2014-11-16]. （原始内容存档 (PDF)于2019-05-11）.
2. 1 2  . 果敢资讯网. 2025-01-26.
3. ↑  . 加拿大星島日報. 2024-01-04.
4. 1 2 3 4 5  付永丽; 杨文涛. . 普洱学院学报. 2018-02-28  [2023-09-17]. （原始内容存档于2023-09-16）.
5. 1 2 3 4 5  李钰华. . 云南师范大学. 2020-05-18  [2023-09-16]. doi:10.27459/d.cnki.gynfc.2020.000350. （原始内容存档于2023-09-16）.
6. ↑  Glocal, The. . The News Lens 關鍵評論網. 2016-08-29  [2023-09-16]. （原始内容存档于2021-09-20） （中文（臺灣））.
7. ↑  肖学仁. . 临沧市关心下一代工作委员会. 2007.
8. ↑  . 果敢资讯网. 2023-06-29  [2023-09-16]. （原始内容存档于2023-06-29）.
9. ↑  . 果敢资讯网. 2021-02-09  [2023-09-16]. （原始内容存档于2021-02-09）.
10. ↑  . 大公报. 2023-10-28  [2023-10-29]. （原始内容存档于2023-10-28）.

## 外部連結
- 情繫果敢
- BBC - Myanmar clashes with rebels 'kill 47 soldiers' （页面存档备份，存于）
- Xinhua - Myanmar govt forces in pursuit of Kokang ethnic army （页面存档备份，存于）